# Swen Sundberg
Swen Sundberg (* 15. Januar 1974) ist ein ehemaliger deutscher Triathlet und Ironman-Sieger (2015).

## Werdegang
Swen Sundberg war in seiner Jugend im Fußball aktiv.
1990 startete er in Erlangen bei seinem ersten Triathlon. Sein Spitzname ist Tigger.
Im Juli 2010 wurde er Zweiter in Zürich beim Ironman Switzerland (3,86 km Schwimmen, 180,2 km Radfahren und 42,195 km Laufen).
Er war Mitglied des Abu Dhabi Triathlon Teams  bis zu dessen Auflösung im Januar 2013.
Im Juni 2013 gewann er auf der Halbdistanz die Challenge Aarhus.

### Sieger Ironman Japan 2015
Im August 2015 gewann er den Ironman Japan.
Seit 2022 tritt er nicht mehr international in Erscheinung.
Swen Sundberg ist verheiratet und lebt mit seiner Frau  in Herzogenaurach, wo er heute als Coach tätig ist.

## Sportliche Erfolge
| Datum/Jahr    | Platz | Wettbewerb                                           | Austragungsort  | Zeit     | Bemerkung                                                                 |
| ------------- | ----- | ---------------------------------------------------- | --------------- | -------- | ------------------------------------------------------------------------- |
| 7. Mai 2022   | 83    | Ironman 70.3 Mallorca                                | Alcúdia         | 04:38:17 |                                                                           |
| 23. Juni 2013 | 1     | Challenge Aarhus                                     | Aarhus          | 04:01:51 | Sieger auf der Halbdistanz                                                |
| 10. Juni 2012 | 14    | ETU Triathlon Middle Distance European Championships | Kraichgau       | 04:11:44 | Europameisterschaft auf der Halbdistanz im Rahmen der Challenge Kraichgau |
| 28. Apr. 2012 | 1     | TDW – Tage der Wahrheit                              | Graz            | 01:48:12 |                                                                           |
| 2. Okt. 2011  | 4     | Ironman 70.3 Pocono Mountains                        | Stroudsburg     | 03:35:42 |                                                                           |
| 22. Sep. 2011 | 4     | Ironman 70.3 Pays d’Aix France                       | Aix-en-Provence | 04:04:00 |                                                                           |
| 22. Mai 2011  | 8     | Ironman 70.3 Austria                                 | St. Pölten      | 04:02:11 | [ 2 ]                                                                     |
| 23. Jan. 2011 | 7     | Ironman 70.3 South Africa                            | Buffalo City    | 04:22:54 |                                                                           |
| 2011          | 3     | TDW – Tage der Wahrheit                              | Graz            | 01:47:41 | 1,5 km Schwimmen, 40 km Einzelzeitfahren und 10 km Laufen                 |
| 18. Apr. 2010 | 8     | Ironman 70.3 New Orleans                             | New Orleans     | 03:58:53 | [ 4 ]                                                                     |
| 14. Juni 2009 | 5     | Challenge Kraichgau                                  | Kraichgau       | 04:06:12 | auf der Mitteldistanz                                                     |
| 30. März 2008 | 18    | Ironman 70.3 California                              | Oceanside       | 04:16:17 |                                                                           |
| 18. März 2006 | 4     | Ironman 70.3 California                              | Oceanside       | 04:08:51 |                                                                           |

| Datum/Jahr    | Platz | Wettbewerb                                                   | Austragungsort | Zeit     | Bemerkung                                                                |
| ------------- | ----- | ------------------------------------------------------------ | -------------- | -------- | ------------------------------------------------------------------------ |
| 23. Aug. 2015 | 1     | Ironman Japan                                                | Hokkaidō       | 09:22:56 |                                                                          |
| 28. Sep. 2014 | 6     | Ironman Chattanooga                                          | Chattanooga    | 08:28:39 | Sechster bei der Erstaustragung in Tennessee                             |
| 30. März 2014 | 4     | Ironman Los Cabos                                            | Los Cabos      | 08:38:17 |                                                                          |
| 8. Juli 2012  | 22    | ETU Challenge Long Distance Triathlon European Championships | Roth           | 09:24:57 | Triathlon-Europameisterschaft auf der Langdistanz bei der Challenge Roth |
| 6. Nov. 2010  | 10    | Ironman Florida                                              | Panama City    | 08:33:44 | [ 6 ]                                                                    |
| 27. Juli 2010 | 2     | Ironman Switzerland                                          | Zürich         | 08:29:18 | Zweiter hinter dem Schweizer Sieger Ronnie Schildknecht                  |
| 10. Okt. 2009 | DNF   | Ironman Hawaii                                               | Hawaii         | –        |                                                                          |
| 30. Aug. 2009 | 4     | Ironman Louisville                                           | Louisville     | 08:43:36 | Qualifikation für einen Startplatz auf Hawaii                            |
| 1. Nov. 2008  | 6     | Ironman Florida                                              | Panama City    | 08:26:52 | mit persönlicher Bestzeit                                                |
| 13. Okt. 2007 | 27    | Ironman Hawaii                                               | Hawaii         | 08:57:37 |                                                                          |
| 24. Juni 2007 | 9     | Ironman Coeur d’Alene                                        | Idaho          | 09:14:41 |                                                                          |
| 9. Apr. 2006  | 4     | Ironman Arizona                                              | Tempe          | 08:30:07 |                                                                          |
| 6. Nov. 2004  | 4     | Ironman Florida                                              | Panama City    | 08:44:35 |                                                                          |
| 4. Juli 2004  | 7     | Challenge Roth                                               | Roth           |          |                                                                          |
| 18. Okt. 2003 | 75    | Ironman Hawaii                                               | Hawaii         | 09:27:15 |                                                                          |
| 2002          | 8     | Ironman Wisconsin                                            | Madison        | 09:24:24 |                                                                          |

(DNF – Did Not Finish)